# Málnapatak
Málnapatak (szlovákul: Málinec) község Szlovákiában, a Besztercebányai kerületben, a Poltári járásban.

## Fekvése
Losonctól 24 km-re északra, nagyobb részt az Ipoly jobb partján fekszik.

## Története
1212-ben említik először, első birtokosa ekkortájt Fülek és Hollókő ura, a Kacsics nemzetség. Később Ozdin várának tartozéka volt, amely abban az időben ellenőrzés alatt tartotta a Felső-Ipolymentét. A 15. században a vár uradalmával együtt a husziták kezére került. A harcok során Ozdin várát lerombolták és később a település Fülek, Salgó és Divény várához tartozott. 1551-ben a Bebek család birtoka, de 1552-ben az Ipolymente településeivel és váraival együtt török uralom alá került. A török közigazgatásban 1685-ig a divényi náhije része volt. A továbbiakban a Zichy és Szentiványi családok tulajdonában találjuk. Plébániáját 1801-ben alapították. Első üveggyárát Látky nevű településén a Zichy család alapította 1820-ban.
Vályi András szerint: "MÁLNAPATAKA. Malnicz. Népes tót falu Nógrád Vármegy. fekszik Berzenczének szomszédságában, mellynek filiája, határja középszerű, fája, legelője elég van, deszkákat, hordókat, és zsendelyeket is készítenek lakosai."
Fényes Elek szerint: "Málnapataka (Malinecz), népes tót falu, Nógrád vmegyében, hegyek közt: 18 kath., 1609 evang. lak., kik fenyődeszkák, zsindelyek, léczek készitéséből élnek. Határa roppant, s két mfdnyire terjed; fenyves erdeje szép; földe csak zabot és főzelékeket terem; a hegy oldalokon és tetőkön lévő irtványokon kaszálnak; fürészmalom és savanyuvizök van. Evang. anyatemplom. F. u. többen. Ipoly vize ezen határban ered. Ut. p. Zelene."
Nógrád vármegye monográfiája szerint: "Málnapatak. Az Ipolyvölgy felső részén fekvő nagyközség. Házainak száma 800. lakosaié 6329, a kik túlnyomóan tót ajkúak s nagyrészt evangélikus vallásúak. Postája helyben van, távirója és vasúti állomása Ipolyszele. Már a középkorban fennállott. Határában állott hajdan Hrad vára, mely a husziták idejében épült. 1548-ban Bebek Ferencz volt a helység földesura. A XVI. század közepén a hódoltsághoz tartozott, az 1562-63. évi török kincstári adólajstromok szerint, a szécsényi szandzsák községei közé, nyolcz adóköteles házzal. 1598-ban Balassa Zsigmond, 1660-ban Balassa Imre volt az ura. A Balassa család révén a gróf Koháryakra szállott és 1673-ban Koháry István, birtokában találjuk. 1715-ben 22 tót, 1720-ban egy magyar és 23 tót háztartást találtak itt. 1770-ben, az úrbéri rendezés alkalmával, Szent-Ivány János, Mihály és Farkas, Lessenyey Imre és gróf Zichy Ferencz voltak a földesurai, a XIX. század első felében pedig a Szent-Ivány, a gróf Zichy és a gróf Cebrián családok. Jelenleg a gróf Zichy családnak, Kuhinka I. K. örököseinek és a Kolener testvéreknek van itt nagyobb birtokuk. Az itteni evangélikus templom 1795-ben épült, de tornyát csak 1820-ban építették hozzá. A határban 4 üveggyár van. Az egyik Kuhinka I. K. örököseié, a második Kossuch Jánosé, de Pock Jenő bérli, a harmadik a Kolener testvéreké és a negyedik a Fehér Mór és Fia czégé. 1869-ben a helység harmadrésze leégett, 1873-ban pedig a kolera pusztította lakosait. A községhez tartoznak: Csehánka-, Ipoly-, Látka-, Ujvilág-, Szamotercs-, Alsópolyánka-, Hmelna-, Felsőpolyánka-, Hidegkút-, Linea-, Lubenka-, Mláka-, Paszeka-, Petrova-, Szlano-, Ujat-, Brlocsno-, Csevicze-, Csertyáz-, Grappa-, Hrozinovo-, Szlancsikova-, Podhrad-, Podtányovó-puszták és Farkasvölgy, Hámor, Jópatak és Málnapatak üveggyár-telepek."
A trianoni békeszerződésig Nógrád vármegye Losonci járásához tartozott.

## Népessége
| Év:            | 1994. | 2004.   | 2014.   | 2024.   |
| -------------- | ----- | ------- | ------- | ------- |
| Emberek száma: | 1502  | 1458    | 1504    | 1393    |
| Eltérés:       |       | -2,92 % | +3,15 % | -7,38 % |

| Év:            | 2023. | 2024.   |
| -------------- | ----- | ------- |
| Emberek száma: | 1381  | 1393    |
| Eltérés:       |       | +0,86 % |

1910-ben 6342-en lakták, ebből 6018 szlovák és 170 magyar anyanyelvű volt.
2001-ben 1461 lakosából 1406 szlovák volt.
2011-ben 1518 lakosából 1310 szlovák volt.

## Nevezetességei
- Evangélikus temploma 1795-ben épült.
- Modern katolikus temploma van.
- Kápolnáját 1932-ben építették.

## Külső hivatkozások
- Hivatalos oldal
- Községinfó
- Málnapatak Szlovákia térképén
- E-obce.sk Archiválva 2008. szeptember 25-i dátummal a Wayback Machine-ben